# Zverinogolovszkojei járás
A Zverinogolovszkojei járás (oroszul Звериноголовский район) Oroszország egyik járása a Kurgani területen. Székhelye Zverinogolovszkoje.

## Népesség
- 2002-ben 11 755 lakosa volt.
- 2010-ben 9 518 lakosa volt, melyből 7 908 orosz, 828 kazah, 198 tatár, 152 ukrán, 48 cigány, 39 örmény, 35 fehérorosz, 26 mordvin, 24 német, 22 moldáv, 20 csecsen, 14 azeri, 11 baskír, 10 csuvas stb.